# Les Anxovetes
Les Anxovetes és un grup d'havaneres cantades en femení nascut el 2013 a Girona. Fins al 2021 han publicat quatre àlbums.

## Trajectòria
Les Anxovetes, un dels primers grups d'havaneres format íntegrament per veus femenines, va debutar el 15 de maig del 2014 a l'Espai Gironès de Salt. Està format per Tona Gafarot (veu greu; cantautora), Montse Ferrermoner (veu aguda i mitjana) i Marta Pérez (veu aguda i mitjana), les "tres anxovetes". S'acompanyen dels "seitons" del grup: el guitarrista Xicu Rovira, el contrabaixista Xevi Pasqual i el tècnic de so Salva Gallego.
El propòsit del grup és cantar les havaneres clàssiques i tradicionals, d'una manera fresca i amb el toc d'originalitat que li proporcionen les veus femenines. En un món essencialment masculí (només cal fixar-se en la temàtica de les cançons d'havaneres tradicionals), s'han sabut fer un lloc, gràcies a la seva mirada renovadora i a les seves veus, que empasten a la perfecció. Des del seu debut, han fet diverses cantades dins i fora les fronteres catalanes, juntament amb Port-Bo, Neus Mar o Arjau, entre d'altres. L'any passat van quedar finalistes del concurs Sons de la Mediterrània.
El seu primer disc En fresc (2015) inclou temes clàssics de l'havanera, de Josep Lluís Ortega Monasterio (La balada d'en Lucas, El Canó de Palamós i Tornaré) de Josep Bastons, Narcisa Oliver, Antònia Vilàs o Carles Casanovas, entre d'altres. El compacte també inclou la cançó «La mare del mar», compost per Tona Gafarot, que parla del mar des del punt de vista d'una mare.
El 2017 van produir llur segon —i tercer— àlbums. A la primavera van llançar En sal, amb noves versions d'havaneres i sardanes, i també amb una composició pròpia. A la tardor van tornar amb una col·lecció de cançons de ma pròpia sota el títol d'(D)Ones. Aquest disc va ser publicat per la discogràfica Seed Music, sota el segell Adep.
El llauna és llur quart disc, i va aparèixer a la primavera de 2020. De nou van tornar a presentar havaneres d'un estil original. Van també incloure cançons i versions de vals, rumba i xotis.
La tardor de 2020 van estrenar Ondina, un espectacle familiar d'havaneres, a la Fira Mediterrània de Manresa.

## Discografia
- En fresc (2015)[12]
- En sal (2017)
- (D)Ones (2017)
- En llauna (2020)
- En escabetx (2023)